# 本津城堡
本津城堡（波蘭語：Zamek Będziński）是位於波蘭南部城市本津的一座城堡。這座石質城堡的歷史可追溯至14世紀，但當地在11世紀時就已有木質的防禦工事。這座城堡是波蘭王國和波蘭－立陶宛聯邦重要的防禦工事。

## 歷史
本津的歷史可追溯至9世紀。當地自11世紀初期就已有木質要塞，但在1241年韃靼入侵時被毀，後得到重建。
在卡齊米日三世統治時期，這座城堡從木質城堡改建為石質城堡。至少從1348年開始，石質城堡就已經開始投入使用。比托姆村在此後持續發展，在1358年獲得了馬格德堡法律賦予的城市權利。
本津城堡曾是波蘭王國（後來的波蘭－立陶宛聯邦）在西南邊界的軍事據點。其在當時是波蘭最西端的防禦工事，以阻止來自波希米亞或西里西亞方面對小波蘭的入侵。1364年，神聖羅馬帝國皇帝查理四世到訪這座城堡。1588年，馬克西米連三世在波蘭王位繼承戰爭中戰敗後被關押在這裡。
16世紀後期開始，本津城堡陷入荒廢。1616年的大火和1657年大洪水期間的破壞進一步損壞了城堡。城堡雖然曾得到定期修復，但由於國界線及波蘭和其鄰國關係的變化，其失去了大部分的重要性。在瓜分波蘭之後，本津城堡被普魯士控制，並成為霍亨索倫家族的財產。1807年，城堡附近的土地被移交給華沙公國。1815年再移交給波蘭會議王國。1825年，城堡幾乎倒塌。當一塊石頭砸中路人時，當局下令拆除城堡。但在拆除工程開始前，城堡被定為紀念碑。1830年代，城堡被愛德華·拉欽斯基伯爵收購，並部分重建。城堡內臨時設置了一座新教教堂。但在拉欽斯基於1845年去世後，原本在城堡內開設學校或醫院的計劃被廢棄，城堡再次荒廢。
本津城堡直到波蘭人民共和國成立後的1952年至1956年才得到重建，並開設了一座博物館。

## 博物館
本津城堡自1956年開始是一座博物館。博物館內有多個展區，第一個展區收藏展示中世紀至第二次世界大戰的武器；第二個展區著重於本津城堡的歷史；第三個展區展示和卡齊米日三世有關的其它鄰近地區城堡；第四個展區則是有關本津地區的軍事史。

## 建築
城堡有兩座塔樓，一座是圓形，另一座是方形。小的建築附屬於塔樓。城牆有三重，城堡由城牆相連，部分城牆現仍然有保存。

## 畫廊

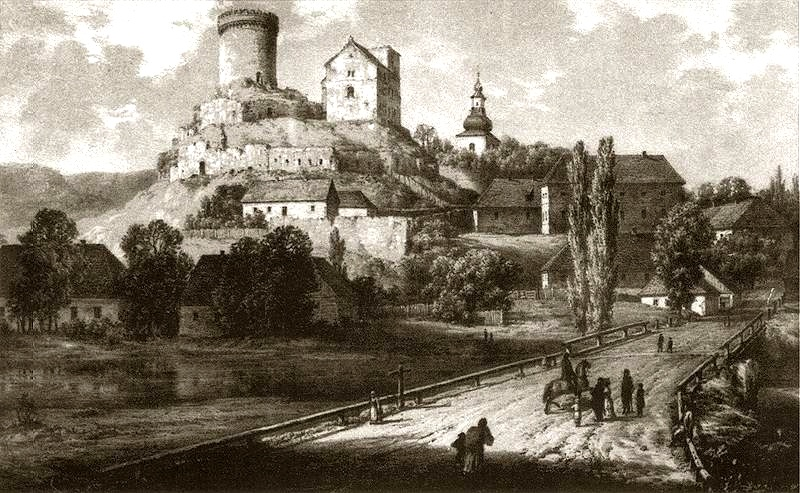
1881年時的本津城堡
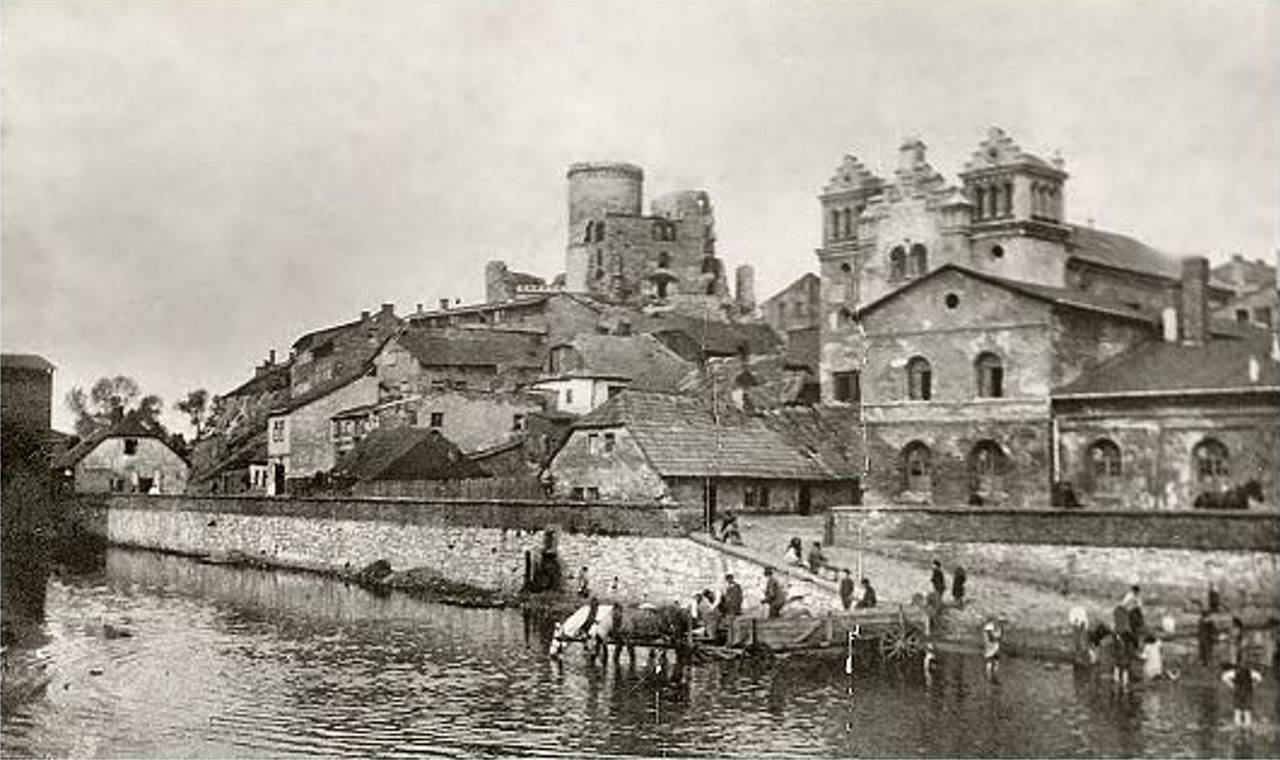
戰間期的本津城堡和一座猶太會堂
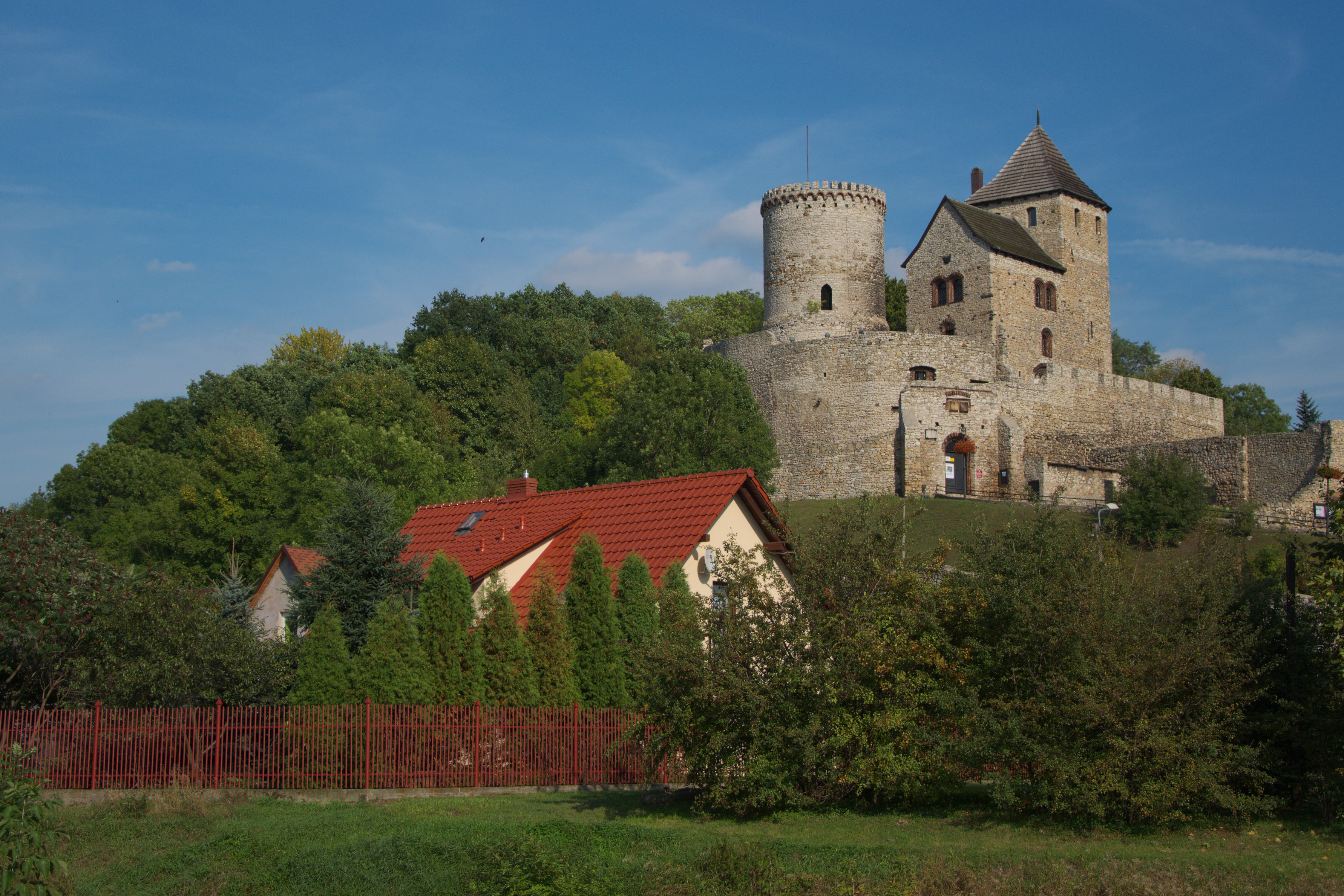
城堡全景
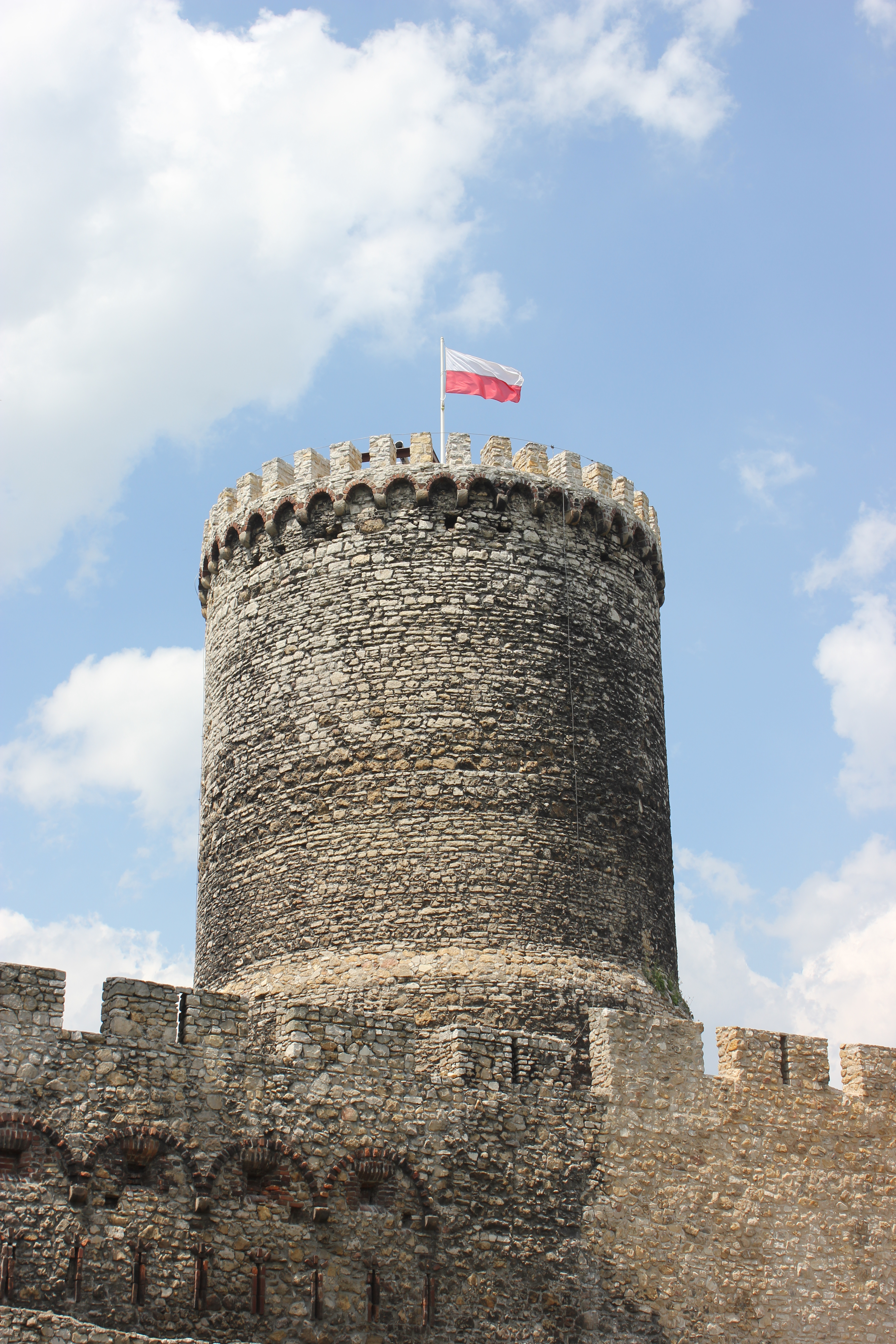
城堡的塔樓
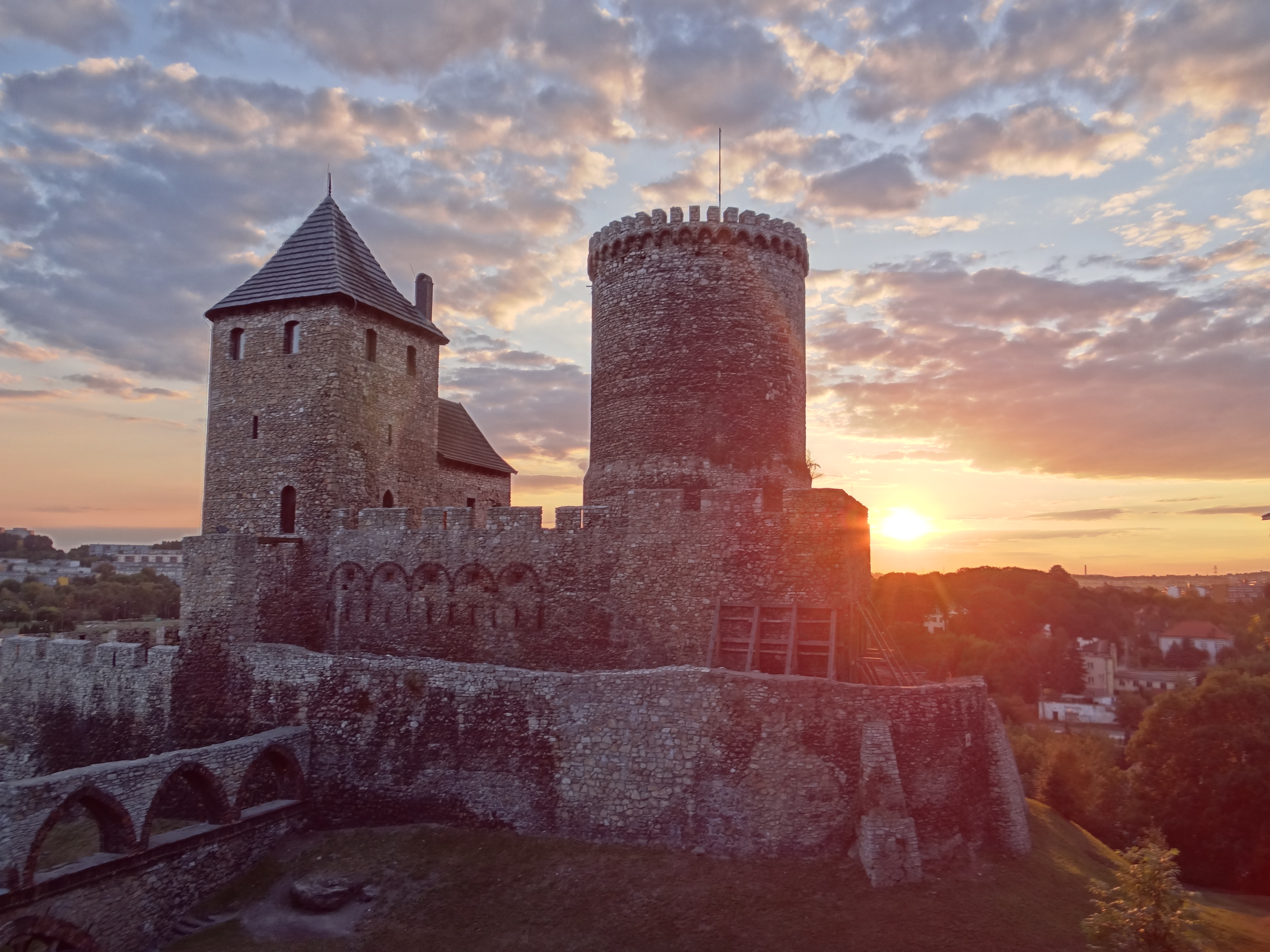
傍晚的城堡

## 外部連結
- Zagłębie Museum